# Vicariato apostólico de Leticia
El vicariato apostólico de Leticia (en latín: Vicariatus Apostolicus Laetitiae) es una circunscripción eclesiástica de la Iglesia católica en Colombia. Se trata de un vicariato apostólico latino, inmediatamente sujeto a la Santa Sede (agregado a la provincia eclesiástica de Florencia). Desde el 23 de octubre de 2000 su vicario apostólico es el obispo José de Jesús Quintero Díaz.

## Territorio y organización
El vicariato apostólico tiene 109 665 km² y extiende su jurisdicción sobre los fieles católicos de rito latino residentes en la mayor parte del departamento de Amazonas (municipios de Leticia y Puerto Nariño y 9 áreas no municipalizadas: El Encanto, La Chorrera, La Pedrera, La Victoria, Mirití-Paraná, Puerto Arica, Puerto Santander y Tarapacá), a excepción del distrito de Puerto Alegría.
Su territorio limita al norte con el vicariato apostólico de Puerto Leguízamo-Solano y el Vicariato apostólico de Mitú, al este con la República Federativa del Brasil, y al sur y oeste con la República del Perú.
La sede del vicariato apostólico se encuentra en la ciudad de Leticia, en donde se halla la Catedral de Nuestra Señora de la Paz.
En 2022 en el vicariato apostólico existían 12 parroquias:
- Marianito de Jesús Eusse, en Leticia;
- Nuestra Señora de Fátima, en Puerto Arica;
- Nuestra Señora del Carmen, en Tarapacá;
- Sagrada Familia de Nazaret, en Leticia;
- Sagrado Corazón de Jesús, en Leticia;
- San Antonio de Padua, en Mirití-Paraná;
- San Francisco de Loretoyaco, en Puerto Nariño;
- San Francisco Javier, en Araracuara, Puerto Santander;
- San José, en La Pedrera;
- San José, en Kilómetro 6, Leticia;
- San Rafael, en Leticia;
- Santa Teresita, en La Chorrera.[5]

## Historia
La prefectura apostólica de Leticia fue erigida el 8 de febrero de 1951 mediante la bula Quo efficacius del papa Pío XII, derivando el territorio del vicariato apostólico de Caquetá (hoy diócesis de Mocoa-Sibundoy). La misión fue confiada a los misioneros capuchinos de la provincia de Cataluña.
El 4 de marzo de 1989, mediante el decreto Per Constitutionem Apostolicam de la Congregación para la Evangelización de los Pueblos, se encomendó el cuidado pastoral de la prefectura apostólica a los obispos de la diócesis de Santa Rosa de Osos. Ese mismo día fue nombrado prefecto apostólico Alfonso Yepes Rojo, sacerdote de la misma diócesis.
El 23 de octubre de 2000 la prefectura apostólica fue elevada a vicariato apostólico mediante la bula Cum in Praefectura del papa Juan Pablo II.
El 21 de febrero de 2013 cedió una porción de territorio para la erección del vicariato apostólico de Puerto Leguízamo-Solano mediante la bula Caritas Domini del papa Benedicto XVI.

## Estadísticas
Según el Anuario Pontificio 2023 el vicariato apostólico tenía a fines de 2022 un total de 83 000 fieles bautizados.
| Año                                                                             | Población                        | Población                        | Población                        | Sacerdotes                       | Sacerdotes                       | Sacerdotes                       | Católicos por sacerdote          | Diáconos permanentes             | Religiosos                       | Religiosos                       | Parroquias y cuasiparroquias     |
| Año                                                                             | Católicos                        | Total                            | % de católicos                   | Total                            | Diocesanos                       | Regulares                        | Católicos por sacerdote          | Diáconos permanentes             | Masculinos                       | Femeninos                        | Parroquias y cuasiparroquias     |
| Prefectura apostólica de Leticia                                                | Prefectura apostólica de Leticia | Prefectura apostólica de Leticia | Prefectura apostólica de Leticia | Prefectura apostólica de Leticia | Prefectura apostólica de Leticia | Prefectura apostólica de Leticia | Prefectura apostólica de Leticia | Prefectura apostólica de Leticia | Prefectura apostólica de Leticia | Prefectura apostólica de Leticia | Prefectura apostólica de Leticia |
| ------------------------------------------------------------------------------- | -------------------------------- | -------------------------------- | -------------------------------- | -------------------------------- | -------------------------------- | -------------------------------- | -------------------------------- | -------------------------------- | -------------------------------- | -------------------------------- | -------------------------------- |
| 1966                                                                            | 17 500                           | 18 900                           | 92.6                             | 11                               | 1                                | 10                               | 1590                             |                                  | 14                               | 33                               | 3                                |
| 1970                                                                            | 17 500                           | 18 000                           | 97.2                             | 14                               |                                  | 14                               | 1250                             |                                  | 17                               | 33                               |                                  |
| 1976                                                                            | 21 000                           | 22 500                           | 93.3                             | 11                               |                                  | 11                               | 1909                             |                                  | 12                               | 40                               | 3                                |
| 1980                                                                            | 24 000                           | 25 000                           | 96.0                             | 13                               | 2                                | 11                               | 1846                             |                                  | 12                               | 42                               | 4                                |
| 1990                                                                            | 33 300                           | 34 500                           | 96.5                             | 17                               | 9                                | 8                                | 1958                             |                                  | 9                                | 42                               | 6                                |
| 1996                                                                            | 57 200                           | 61 230                           | 93.4                             | 18                               | 12                               | 6                                | 3177                             |                                  | 7                                | 37                               | 9                                |
| Vicariato apostólico de Leticia                                                 |                                  |                                  |                                  |                                  |                                  |                                  |                                  |                                  |                                  |                                  |                                  |
| 2000                                                                            | 57 900                           | 62 120                           | 93.2                             | 19                               | 14                               | 5                                | 3047                             |                                  | 6                                | 35                               | 12                               |
| 2001                                                                            | 59 600                           | 64 500                           | 92.4                             | 26                               | 23                               | 3                                | 2292                             |                                  | 4                                | 36                               | 12                               |
| 2002                                                                            | 59 600                           | 64 500                           | 92.4                             | 17                               | 14                               | 3                                | 3505                             |                                  | 4                                | 38                               | 12                               |
| 2003                                                                            | 59 600                           | 64 500                           | 92.4                             | 17                               | 14                               | 3                                | 3505                             |                                  | 5                                | 37                               | 12                               |
| 2004                                                                            | 62 800                           | 65 300                           | 96.2                             | 16                               | 13                               | 3                                | 3925                             |                                  | 5                                | 36                               | 12                               |
| 2008                                                                            | 71 000                           | 66 553                           | 93.7                             | 16                               | 13                               | 3                                | 4160                             |                                  | 4                                | 26                               | 12                               |
| 2010                                                                            | 69 900                           | 77 500                           | 90.2                             | 16                               | 14                               | 2                                | 4368                             |                                  | 3                                | 24                               | 12                               |
| 2014                                                                            | 74 258                           | 81 750                           | 90.8                             | 13                               | 11                               | 2                                | 5712                             |                                  | 3                                | 22                               | 12                               |
| 2017                                                                            | 78 800                           | 83 900                           | 93.9                             | 19                               | 12                               | 7                                | 4147                             |                                  | 7                                | 21                               | 12                               |
| 2020                                                                            | 81 060                           | 85 400                           | 94.9                             | 25                               | 21                               | 4                                | 3242                             |                                  | 4                                | 17                               | 12                               |
| 2022                                                                            | 83 000                           | 88 000                           | 94.3                             | 18                               | 13                               | 5                                | 4611                             |                                  | 7                                | 15                               | 12                               |
| Fuente: Catholic-Hierarchy, que a su vez toma los datos del Anuario Pontificio. |                                  |                                  |                                  |                                  |                                  |                                  |                                  |                                  |                                  |                                  |                                  |

## Episcopologio

### Prefectos apostólicos
- Marceliano Eduardo Canyes Santacana, O.F.M.Cap. † (11 de enero de 1952-4 de marzo de 1989 renunció)
- Alfonso Yepes Rojo † (4 de marzo de 1989-21 de mayo de 1990 falleció)
  - Sede vacante (1990-1997)
- William de Jesús Ruiz Velásquez † (8 de julio de 1997-23 de octubre de 2000 renunció)

### Vicarios apostólicos
- José de Jesús Quintero Díaz, desde el 23 de octubre de 2000